# Saint-Ouen-des-Champs
Saint-Ouen-des-Champs ist eine Ortschaft und eine ehemalige französische Gemeinde mit 308 Einwohnern (Stand: 1. Januar 2022) im Département Eure in der Region Normandie. Sie gehörte zum Arrondissement Bernay und zum Kanton Bourg-Achard. Die Einwohner werden Saint-Aubinois genannt.
Mit Wirkung vom 1. Januar 2019 wurden die früheren Gemeinden Fourmetot, Saint-Ouen-des-Champs und Saint-Thurien zur Commune nouvelle Le Perrey zusammengeschlossen und haben in der neuen Gemeinde den Status einer Commune déléguée. Der Verwaltungssitz befindet sich im Ort Fourmetot.

## Geographie
Saint-Ouen-des-Champs liegt etwa 35 Kilometer ostsüdöstlich von Le Havre. Umgeben wird Saint-Ouen-des-Champs von den Ortschaften Sainte-Opportune-la-Mare im Nordwesten und Norden, Saint-Thurien im Norden und Nordosten, Fourmetot im Osten und Südosten, Manneville-sur-Risle im Süden, Saint-Mards-de-Blacarville im Südwesten sowie Bouquelon im Westen und Nordwesten.
Hier führt die Autoroute A13 entlang.

## Bevölkerungsentwicklung
| Jahr                       | 1962 | 1968 | 1975 | 1982 | 1990 | 1999 | 2006 | 2013 |
| -------------------------- | ---- | ---- | ---- | ---- | ---- | ---- | ---- | ---- |
| Einwohner                  | 164  | 179  | 200  | 181  | 296  | 298  | 324  | 310  |
| Quellen: Cassini und INSEE |      |      |      |      |      |      |      |      |

## Sehenswürdigkeiten

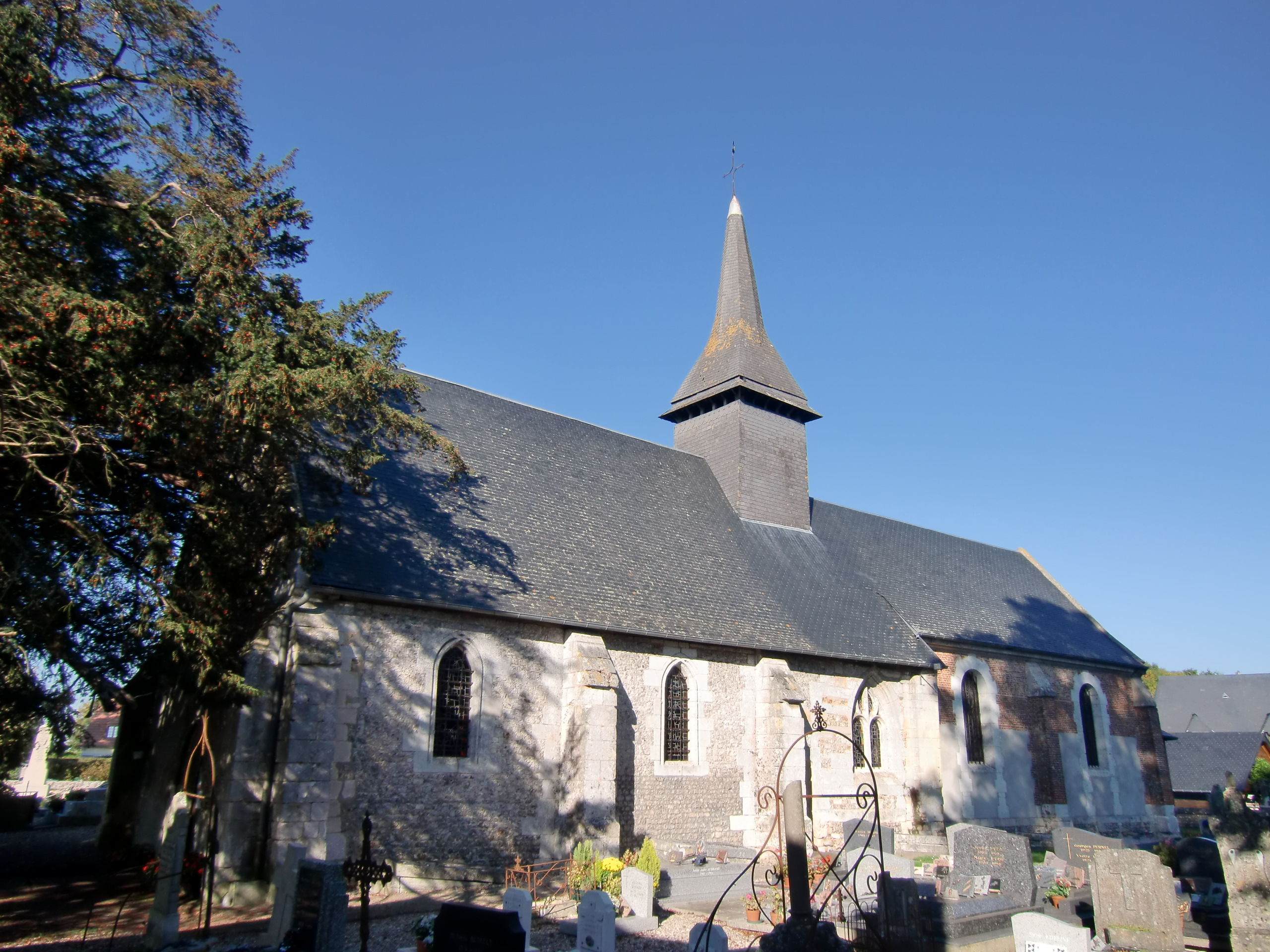
Kirche Saint-Ouen

- Kirche Saint-Ouen